# Buczały
Buczały (ukr. Бучали, Buczały) – wieś na Ukrainie położona w obwodzie lwowskim, w rejonie lwowskim. Zamieszkana przez ok. 1300 osób.
Znajduje się tu stacja kolejowa Komarno, położona na linii Obroszyn – Sambor.

## Historia
Wieś została założona w 1604.
W 1772, w wyniku I rozbioru Polski, znalazła się pod władzą Austrii.
Od 1772 do 1918 wieś wchodziła w skład autonomicznego Królestwa Galicji i Lodomerii.
Od listopada 1918 znalazła się na terenie podległym Zachodnioukraińskiej Republice Ludowej.
W latach 1920–1945 miejscowość administracyjnie należała do powiatu rudeckiego w województwie lwowskim II RP, od 1934 w gminie Komarno.
We wrześniu 1939 do Buczał wkroczyły oddziały Armii Czerwonej. Cały ten obszar został włączony do Ukraińskiej Socjalistycznej Republiki Radzieckiej.
Od wybuchu wojny III Rzesza-ZSRR (lipiec 1941) wieś została zajęta przez wojska niemieckie po czym przyłączona do Generalnego Gubernatorstwa. Polski mieszkaniec wsi Antoni Maziak ukrywał w swoim gospodarstwie Żydów, za co w 1994 roku Instytut Jad Waszem uhonorował go tytułem Sprawiedliwego wśród Narodów Świata.
W czasie okupacji niemieckiej w Buczałach, które były czysto polskie, działała silna samoobrona, przez co nie było napadów na wieś. Później stacjonował tu posterunek istribietylnych batalionów. W 1944 - 1945  nacjonaliści ukraińscy z OUN - UPA zamordowali 4 Polaków, mieszkańców, ale poza jej terenem.
W 1944 do Buczał ponownie wkroczyły oddziały Armii Czerwonej. W 1945 we wsi rozpoczęto masowe wysiedlenia Polaków.
Od 1991 Buczały znajdują się na terenie Ukrainy.
W miejscowości urodził się Mieczysław Pater (1927–2017), polski historyk, profesor zwyczajny Uniwersytetu Wrocławskiego.